# Championnat d'Antigua-et-Barbuda de football 2022-2023
Navigation
Édition précédente Édition suivante
La saison 2022-2023 du Championnat d'Antigua-et-Barbuda de football est la cinquantième édition de la première division à Antigua-et-Barbuda, la Premier League. Elle rassemble les seize meilleures équipes du pays au sein d'une poule unique où elles s'affrontent une seule fois avant une phase de mini-groupes.
Après l'abandon de l'édition précédente en 2019-2020, le football à Antigua-et-Barbuda est à l'arrêt pendant deux ans jusqu'à l'annonce de son retour en novembre 2022.
Le Liberta SC, tenant du titre après son succès en 2018-2019 est en grande difficulté et achève l'exercice avec zéro points, six points ayant été retiré pour avoir déclaré forfait à ses deux premières rencontres. Avec une écrasante victoire 7-0 face au promu de l'Empire FC, le Grenades FC (en) remporte le premier titre de champion de son histoire, devançant All Saints United (en) de deux points. Le succès du club marque aussi la première fois qu'une femme entraîneuse, en l'occurence Devita Samuel, remporte la première division nationale.
En bas de tableau, le Liberta SC est donc relégué, accompagné des Five Islands (en). Le Blue Jays FC, quatorzième, dispute un mini-tournoi de barrage avec les équipes classées troisième et quatrième de deuxième division. Au terme de ce court tournoi tenu en mai, le John Hughes SC est promu, les Blue Jays relégués. Les deux premiers clubs de First Division - le Garden Stars FC et le Green City FC - sont quant à eux directement promus en Premier Division.

## Équipes participantes
Seize équipes disputent le championnat d'Antigua-et-Barbuda, elles sont toutes situées sur l'île d'Antigua.
| \| Saint John's: Aston Villa Empire FC Hoppers FC Old Road FC Ottos Rangers Tryum FC Grenades Swetes FC Five Islands Liberta All Saints Parham Pigotts SAP Blue Jays Willikies Saint John's \| Localisation des clubs. |
| Saint John's: Aston Villa Empire FC Hoppers FC Old Road FC Ottos Rangers Tryum FC Grenades Swetes FC Five Islands Liberta All Saints Parham Pigotts SAP Blue Jays Willikies Saint John's                               |

| Équipe                 | Classement 2019-2020 à son abandon | Ville             | Stade                          |
| ---------------------- | ---------------------------------- | ----------------- | ------------------------------ |
| Grenades FC (en)       | 1er                                | Jennings (en)     | Antigua Recreation Ground (en) |
| Hoppers FC             | 2e                                 | Saint John's      | Antigua Recreation Ground      |
| Ottos Rangers          | 3e                                 | Saint John's      | Antigua Recreation Ground      |
| Pigotts Bullets (en)   | 4e                                 | Piggotts (en)     | Pigotts Sports Ground          |
| Swetes FC              | 5e                                 | Swetes (en)       | Antigua Recreation Ground      |
| Old Road FC            | 6e                                 | Saint John's      | Antigua Recreation Ground      |
| All Saints United (en) | 7e                                 | All Saints        | Mock Pond Playing Field        |
| Liberta SC             | 8e                                 | Liberta           | Kennedy's Sports Complex       |
| Parham FC              | 9e                                 | Parham            | Antigua Recreation Ground      |
| Five Islands (en)      | 10e                                | Five Islands (en) | Five Islands School Ground     |
| Empire FC              | 1er de D2                          | Saint John's      | ABFA Technical Center          |
| SAP FC                 | 2e de D2                           | Bolands (en)      | Bolands Playing Field          |
| Aston Villa            | 3e de D2                           | Saint John's      | Antigua Recreation Ground      |
| Tryum FC (en)          | 4e de D2                           | Saint John's      | Antigua Recreation Ground      |
| Blue Jays FC           | 5e de D2                           | Cedar Grove (en)  | ABFA Technical Center          |
| Willikies FC           | 6e de D2                           | Willikies (en)    | Antigua Recreation Ground      |

Légende des couleurs
- Tenant du titre
- Nouvelle équipe

## Compétition

### Format
Chaque équipe rencontre les quinze autres une seule fois. Après cette première phase, leur bilan avec leur nombre de points est conservé et les seize clubs sont répartis en quatre groupes de quatre selon leur classement et se disputent trois rencontres supplémentaires. Au terme de cette courte phase de groupes, le classement général sur dix-huit journées permet de déterminer le champion et les relégués.

### Première phase
| Rang | Équipe                 | Pts | J  | G  | N | P  | Bp | Bc | Diff |
| ---- | ---------------------- | --- | -- | -- | - | -- | -- | -- | ---- |
| 1    | Grenades FC (en)       | 39  | 15 | 13 | 0 | 2  | 47 | 13 | +34  |
| 2    | All Saints United (en) | 37  | 15 | 12 | 1 | 2  | 49 | 15 | +34  |
| 3    | Aston Villa P          | 37  | 15 | 12 | 1 | 2  | 39 | 14 | +25  |
| 4    | Old Road FC            | 27  | 15 | 7  | 6 | 2  | 36 | 21 | +15  |
| 5    | Tryum FC (en) P        | 25  | 15 | 8  | 1 | 6  | 25 | 27 | -2   |
| 6    | Swetes FC              | 22  | 15 | 6  | 4 | 5  | 24 | 28 | -4   |
| 7    | Ottos Rangers          | 22  | 15 | 7  | 1 | 7  | 26 | 31 | -5   |
| 8    | Empire FC P            | 21  | 15 | 6  | 3 | 6  | 35 | 29 | +6   |
| 9    | Willikies FC P         | 21  | 15 | 6  | 3 | 6  | 26 | 22 | +4   |
| 10   | SAP FC P               | 20  | 15 | 6  | 2 | 7  | 41 | 38 | +3   |
| 11   | Hoppers FC             | 19  | 15 | 5  | 4 | 6  | 20 | 23 | -3   |
| 12   | Parham FC              | 18  | 15 | 5  | 3 | 7  | 20 | 25 | -5   |
| 13   | Pigotts Bullets (en)   | 16  | 15 | 4  | 4 | 7  | 16 | 25 | -9   |
| 14   | Blue Jays FC P         | 7   | 15 | 2  | 1 | 12 | 11 | 38 | -27  |
| 15   | Five Islands (en)      | 3   | 15 | 0  | 3 | 12 | 12 | 47 | -35  |
| 16   | Liberta SC T           | 0-6 | 15 | 1  | 3 | 11 | 19 | 50 | -31  |

|  | Groupe A                                        |
|  | Groupe B                                        |
|  | Groupe C                                        |
|  | Groupe D                                        |
|  | T : Tenant du titre P : Promu de First Division |

### Phase de groupes

#### Groupe A
| Rang | Équipe           | Pts | J  | G  | N | P  | Bp | Bc | Diff |  | Résultats (▼ dom., ► ext.) | GRE | EMP | PAR | LIB |
| ---- | ---------------- | --- | -- | -- | - | -- | -- | -- | ---- |  | -------------------------- | --- | --- | --- | --- |
| 1    | Grenades FC (en) | 48  | 18 | 16 | 0 | 2  | 67 | 14 | +53  |  | Grenades FC (en)           |     | 7-0 | 8-0 | 5-1 |
| 2    | Empire FC P      | 24  | 18 | 7  | 3 | 8  | 42 | 42 | 0    |  | Empire FC P                |     |     | 2-5 | 5-1 |
| 3    | Parham FC        | 24  | 18 | 7  | 3 | 8  | 32 | 36 | -4   |  | Parham FC                  |     |     |     | 7-1 |
| 4    | Liberta SC T     | 0-6 | 18 | 1  | 3 | 14 | 22 | 67 | -45  |  | Liberta SC T               |     |     |     |     |

|  | T : Tenant du titre P : Promu de First Division |

#### Groupe B
| Rang | Équipe                 | Pts | J  | G  | N | P  | Bp | Bc | Diff |  | Résultats (▼ dom., ► ext.) | ASU | HOP | OTT | FIV |
| ---- | ---------------------- | --- | -- | -- | - | -- | -- | -- | ---- |  | -------------------------- | --- | --- | --- | --- |
| 1    | All Saints United (en) | 46  | 18 | 15 | 1 | 2  | 64 | 16 | +48  |  | All Saints United (en)     |     | 6-0 | 3-0 | 6-1 |
| 2    | Hoppers FC             | 25  | 18 | 7  | 4 | 7  | 29 | 32 | -3   |  | Hoppers FC                 |     |     |     | 4-1 |
| 3    | Ottos Rangers          | 25  | 18 | 8  | 1 | 9  | 30 | 40 | -10  |  | Ottos Rangers              |     | 2-5 |     | 2-1 |
| 4    | Five Islands (en)      | 3   | 18 | 0  | 3 | 15 | 15 | 59 | -44  |  | Five Islands (en)          |     |     |     |     |

#### Groupe C
| Rang | Équipe         | Pts | J  | G  | N | P  | Bp | Bc | Diff |  | Résultats (▼ dom., ► ext.) | AST | SAP | SWE | BLU |
| ---- | -------------- | --- | -- | -- | - | -- | -- | -- | ---- |  | -------------------------- | --- | --- | --- | --- |
| 1    | Aston Villa P  | 37  | 18 | 12 | 1 | 5  | 46 | 24 | +22  |  | Aston Villa P              |     | 3-4 | 1-2 | 3-4 |
| 2    | SAP FC P       | 29  | 18 | 9  | 2 | 7  | 54 | 44 | +10  |  | SAP FC P                   |     |     |     | 5-2 |
| 3    | Swetes FC      | 28  | 18 | 8  | 4 | 6  | 29 | 34 | -5   |  | Swetes FC                  |     | 1-4 |     | 2-1 |
| 4    | Blue Jays FC P | 10  | 18 | 3  | 1 | 14 | 18 | 48 | -30  |  | Blue Jays FC P             |     |     |     |     |

|  | P : Promu de First Division |

#### Groupe D
La rencontre entre l'Old Road FC et le Tryum FC comptant pour la dix-huitième et dernière journée et prévue pour le 22 avril 2023 est annulée puisque le Tryum FC ne s'est pas présenté. Les sources divergent quant au verdict du résultat, la presse évoquant une victoire par forfait tandis que la fédération ne précise pas d'issue officielle. L'absence de résultat n'impacte aucunement le classement final quant à l'attribution du titre ou aux relégations.
| Rang | Équipe               | Pts | J  | G | N | P | Bp | Bc | Diff |  | Résultats (▼ dom., ► ext.) | OLD | TRY | WIL | PIG |
| ---- | -------------------- | --- | -- | - | - | - | -- | -- | ---- |  | -------------------------- | --- | --- | --- | --- |
| 1    | Old Road FC          | 31  | 17 | 8 | 7 | 2 | 41 | 24 | +17  |  | Old Road FC                |     | -   | 4-2 | 1-1 |
| 2    | Tryum FC (en) P      | 25  | 17 | 8 | 1 | 8 | 27 | 34 | -7   |  | Tryum FC (en) P            |     |     | 2-4 | 0-3 |
| 3    | Willikies FC P       | 24  | 18 | 7 | 3 | 8 | 32 | 29 | +3   |  | Willikies FC P             |     |     |     | 0-1 |
| 4    | Pigotts Bullets (en) | 23  | 18 | 6 | 5 | 7 | 21 | 26 | -5   |  | Pigotts Bullets (en)       |     |     |     |     |

|  | P : Promu de First Division |

### Classement général
| Rang | Équipe                 | Pts | J  | G  | N | P  | Bp | Bc | Diff |
| ---- | ---------------------- | --- | -- | -- | - | -- | -- | -- | ---- |
| 1    | Grenades FC (en) C     | 48  | 18 | 16 | 0 | 2  | 67 | 14 | +53  |
| 2    | All Saints United (en) | 46  | 18 | 15 | 1 | 2  | 64 | 16 | +48  |
| 3    | Aston Villa P          | 37  | 18 | 12 | 1 | 5  | 46 | 24 | +22  |
| 4    | Old Road FC            | 31  | 17 | 8  | 7 | 2  | 41 | 24 | +17  |
| 5    | SAP FC P               | 29  | 18 | 9  | 2 | 7  | 54 | 44 | +10  |
| 6    | Swetes FC              | 28  | 18 | 8  | 4 | 6  | 29 | 34 | -5   |
| 7    | Hoppers FC             | 25  | 18 | 7  | 4 | 7  | 29 | 32 | -3   |
| 8    | Tryum FC (en) P        | 25  | 17 | 8  | 1 | 8  | 27 | 34 | -7   |
| 9    | Ottos Rangers          | 25  | 18 | 8  | 1 | 9  | 30 | 40 | -10  |
| 10   | Willikies FC P         | 24  | 18 | 7  | 3 | 8  | 32 | 29 | +3   |
| 11   | Empire FC P            | 24  | 18 | 7  | 3 | 8  | 42 | 42 | 0    |
| 12   | Parham FC              | 24  | 18 | 7  | 3 | 8  | 32 | 36 | -4   |
| 13   | Pigotts Bullets (en)   | 23  | 18 | 6  | 5 | 7  | 21 | 26 | -5   |
| 14   | Blue Jays FC P         | 10  | 18 | 3  | 1 | 14 | 18 | 48 | -30  |
| 15   | Five Islands (en)      | 3   | 18 | 0  | 3 | 15 | 15 | 59 | -44  |
| 16   | Liberta SC T           | 0-6 | 18 | 1  | 3 | 14 | 22 | 67 | -45  |

|  | Champion d'Antigua-et-Barbuda 2022-2023         |
|  | Participation au barrage de relégation          |
|  | Relégation en First Division                    |
|  | T : Tenant du titre P : Promu de First Division |

## Barrage de relégation
Pour ouvrir ce tournoi de barrage, le John Hughes SC l'emporte 5-1 sur Bendals, son adversaire de deuxième division. Ce sont ensuite les Blue Jays qui l'emportent aisément 8-2 face à cette même équipe. Dans la rencontre décisive, c'est le John Hughes SC qui s'impose 4-2 et est promu en première division pour la saison 2023-2024.
| Rang | Équipe              | Pts | J | G | N | P | Bp | Bc | Diff |  | Résultats (▼ dom., ► ext.) | JHu | BJa | Ben |
| ---- | ------------------- | --- | - | - | - | - | -- | -- | ---- |  | -------------------------- | --- | --- | --- |
| 1    | John Hughes SC (D2) | 6   | 2 | 2 | 0 | 0 | 9  | 2  | +7   |  | John Hughes SC (D2)        |     | 4-1 | 5-1 |
| 2    | Blue Jays FC (D1)   | 3   | 2 | 1 | 0 | 1 | 9  | 6  | +3   |  | Blue Jays FC (D1)          |     |     | 8-2 |
| 3    | Bendals (D2)        | 0   | 2 | 0 | 0 | 2 | 3  | 13 | -10  |  | Bendals (D2)               |     |     |     |

|  | Promotion en Premier Division            |
|  | Maintien ou relégation en First Division |

## Bilan de la saison
| Championnat d'Antigua-et-Barbuda de football 2022-2023 |                              |
| Champion                                               | Grenades FC (en) (1er titre) |
| Dauphin                                                | All Saints United (en)       |
| Coupes et trophées                                     |                              |
| Vainqueur de la Coupe d'Antigua-et-Barbuda 2022-2023   | Grenades FC                  |
| Qualifications continentales                           |                              |
| CONCACAF Caribbean Club Shield 2023                    | Aucun inscrit                |
| Promotions et relégations                              |                              |
| Promus en Premier League                               | Garden Stars FC              |
| Promus en Premier League                               | Green City FC                |
| Promus en Premier League                               | John Hughes SC               |
| Relégués en First Division                             | Blue Jays FC                 |
| Relégués en First Division                             | Five Islands                 |
| Relégués en First Division                             | Liberta SC                   |